# 788 Hohensteina
788 Hohensteina eller 1914 UR är en stor asteroid i huvudbältet, som upptäcktes 28 april 1914 av den tyske astronomen Franz H. Kaiser i Heidelberg. Den är uppkallade efter Hohenstein i Rheingau-Taunus-Kreis.
Asteroiden har en diameter på ungefär 111 kilometer.